# Collegio uninominale Emilia-Romagna - 14
Il collegio elettorale uninominale Emilia-Romagna - 14 è stato un collegio elettorale uninominale della Repubblica Italiana per l'elezione della Camera dei deputati tra il 2017 ed il 2022.

## Territorio
Come previsto dalla legge elettorale italiana del 2017, il collegio era stato definito tramite decreto legislativo all'interno della circoscrizione Emilia-Romagna.
Era formato dal territorio di tutta la provincia di Piacenza.
Il collegio era parte del collegio plurinominale Emilia-Romagna - 04.

## Eletti
| Elezione | Elezione | Deputato     | Partito           |
| -------- | -------- | ------------ | ----------------- |
|          | 2018     | Tommaso Foti | Fratelli d'Italia |

## Dati elettorali

### XVIII legislatura
Come previsto dalla legge elettorale, 232 deputati erano eletti con sistema a maggioranza relativa in altrettanti collegi uninominali a turno unico.
| Candidati              | Candidati                | Voti    | %     | Liste                           | Voti    | %     |
| ---------------------- | ------------------------ | ------- | ----- | ------------------------------- | ------- | ----- |
|                        | Tommaso Foti ✔️ Eletto   | 73 599  | 47,39 | Lega                            | 42 687  | 27,49 |
| Forza Italia           | Tommaso Foti ✔️ Eletto   | 73 599  | 47,39 | 20 987                          | 13,51   |       |
| Fratelli d'Italia      | Tommaso Foti ✔️ Eletto   | 73 599  | 47,39 | 8 910                           | 5,74    |       |
| Noi con l'Italia - UDC | Tommaso Foti ✔️ Eletto   | 73 599  | 47,39 | 1 015                           | 0,65    |       |
|                        | Filippo Ghigini          | 36 067  | 23,22 | Movimento 5 Stelle              | 36 067  | 23,22 |
|                        | Patrizia Calza           | 32 980  | 21,24 | Partito Democratico             | 27 427  | 17,66 |
| +Europa                | Patrizia Calza           | 32 980  | 21,24 | 3 986                           | 2,57    |       |
| Civica Popolare        | Patrizia Calza           | 32 980  | 21,24 | 885                             | 0,57    |       |
| Italia Europa Insieme  | Patrizia Calza           | 32 980  | 21,24 | 682                             | 0,44    |       |
|                        | Francesco Cacciatore     | 5 841   | 3,76  | Liberi e Uguali                 | 5 841   | 3,76  |
|                        | Martina Barocelli        | 1 927   | 1,24  | CasaPound                       | 1 927   | 1,24  |
|                        | Stefania Sartori         | 1 588   | 1,02  | Potere al Popolo!               | 1 588   | 1,02  |
|                        | Oreste Bocchi            | 1 206   | 0,78  | Italia agli Italiani            | 1 206   | 0,78  |
|                        | Rosanna Tracuzzi Spadaro | 1 110   | 0,71  | Partito Comunista               | 1 110   | 0,71  |
|                        | Sergio Galli             | 605     | 0,39  | Il Popolo della Famiglia        | 605     | 0,39  |
|                        | Lucia Erpice             | 202     | 0,13  | Per una Sinistra Rivoluzionaria | 202     | 0,13  |
|                        | Marzio Portioli          | 181     | 0,12  | PRI - ALA                       | 181     | 0,12  |
| Totale                 | Totale                   | 155 306 | 100   |                                 | 155 306 | 100   |
|                        |                          |         |       |                                 |         |       |
| Voti non validi        | Voti non validi          | 4 680   | 2,93  |                                 |         |       |
| Votanti                | Votanti                  | 159 986 | 75,69 |                                 |         |       |
| Elettori               | Elettori                 | 211 364 |       |                                 |         |       |